# Száva Tibor Sándor
Száva Tibor Sándor (Csíkszereda, 1944. június 17. –) erdélyi magyar gépészmérnök, műszaki szakíró, helytörténész.

## Életútja, munkássága
Az erdélyi örmény Száva család leszármazottja. 
Az általános iskolát a csíkszeredai főgimnáziumban végezte, a felső tagozatra azonban – apja „egészségtelen származása” miatt – nem iratkozhatott be: esztergályos mesterséget tanult. Csak 1966-ban érettségizhetett, esti tagozaton. 1967–72 között a brassói egyetem gépészmérnöki karának hallgatója, 1972-ben szerzett itt oklevelet. Kolozsváron, a köszörűgépgyárban előbb mint mérnök, majd a gyárhoz tartozó szerszámgépkutató és -tervező intézetben dolgozott. 1977–84 között a Műszaki Egyetem óraadó tanára is, a szerszámgép-szakon. 1985-ben Nyugatra távozott, Bécsben él. Előbb Stockenauban a Heid Szerszámgépgyárban, majd a Georg Fischer AG járműtechnikai gyárában dolgozott különböző mérnöki beosztásokban; jelenleg önálló technikai tanácsadó.
Első írásait egyetemista korában a Brassói Lapok közölte; műszaki jellegű publikációi a Construcţii de Maşini c. folyóiratban jelentek meg. Bécsben az Ausztriai Magyarok Egyesületének lapjában, a Közleményekben közölt, utóbb ennek, már Erdélyi Szemmel címmel, szerkesztője. Írásai jelennek meg a budapesti Erdélyi Örmény Gyökerek és a kolozsvári Armenia hasábjain; Máriacell sziklán és homokban c. írását a stockholmi Erdélyi Könyv-Egylet Kő, bronz, buldózer. Láthatatlan és újra látható emlékműveink című kötete (Stockholm–Budapest, 2004) közölte.
Fő érdeklődési köre az erdélyi magyarörmények múltjának kutatása. Nyomtatott és levéltári források mellett ebben a témakörben a családokban élő szájhagyományt is feldolgozva több könyve jelent meg: A csíkszépvízi Száva család (Győr, 1995; új, bővített kiadása Csíkszereda, 2000); Szépvízi magyarörmények nyomában (Győr, 2003); Magyarörmények az első világháborúban (Budaörs, 2004); Erdélyi magyarörmények az első világháborúban (Csíkszereda, 2005); Gyergyói és szépvízi magyarörmények nyomában (Csíkszereda, 2008).